# 안동 시은고택
안동 시은고택(安東 市隱古宅)은 경상북도 안동시 풍산읍 상리리에 있는 조선시대의 가옥이다. 2016년 4월 27일 대한민국의 국가민속문화재 제287호로 지정되었다.

## 개요
안동 시은고택은 풍산평야의 동쪽에 위치하며 동쪽에 주산을 두고 있으며 예안이씨 7세손 이훈이 기묘사화를 계기로 낙향하여 1525년에 지었다고 한다.
경상북도 안동지역 ㅁ자형 주거평면의 안채영역은 대청이 중앙에 놓이고 좌우에 상방과 안방이 대칭으로 배치되는 것이 일반적이지만, 시은고택은 대청이 좌측에 놓이고 안방이 중앙부, 상방이 대청 앞에 위치하는 특징을 지니고 있다.
평면 기둥열이 가구구성과 일치하지 않고 자유롭게 구성되며, 안채의 경우 평주의 높이를 고주와 같이 높게 하고, 대청과 방 부분의 가구법을 달리하는 등의 가구 구성은 다른 집과 차별성을 지니고 있다.
유학자 집안으로 조상들이 저술한 문집을 비롯한 고문서들이 상당수 소장되어 있고 문중의 회의가 종택에서 열리는 등 한 문중의 중심을 잡는 종가로서 갖추어야 할 기본적인 요소를 가지고 있어 국가민속문화재로 지정하여 보존할 가치가 있다.

## 참고 자료
- 안동 시은고택 - 국가유산청 국가유산포털